# Baby Darling Doll Face Honey
Baby Darling Doll Face Honey è il primo album in studio del gruppo musicale alternative rock inglese Band of Skulls, pubblicato nel 2009.

## Tracce
1. Light of the Morning – 2:44
2. Death by Diamonds and Pearls – 3:12
3. I Know What I Am – 3:18
4. Fires – 4:06
5. Honest – 3:39
6. Patterns – 3:38
7. Hollywood Bowl – 3:57
8. Bomb – 2:53
9. Impossible – 4:50
10. Blood – 4:14
11. Dull Gold Heart – 5:11
12. Cold Fame – 6:11